# San Pietro Val Lemina
San Pietro Val Lemina (piemontesisch San Pé, okzitanisch San Piere) ist eine Gemeinde in der italienischen Metropolitanstadt Turin (TO), Region Piemont.

## Lage und Einwohner
San Pietro Val Lemina liegt rund 60 km südwestlich von Turin im Val Lemina. Der Ort liegt auf einer Höhe von 451 m über dem Meeresspiegel. Das Gemeindegebiet umfasst eine Fläche von 12,43 km² und hat 1453 Einwohner (Stand 31. Dezember 2023). Die Gemeinde ist Mitglied in der Bergkommune Comunità Montana Pinerolese Pedemontano. Die Nachbargemeinden sind Pinasca, Pinerolo, Villar Perosa und Porte.

## Geschichte

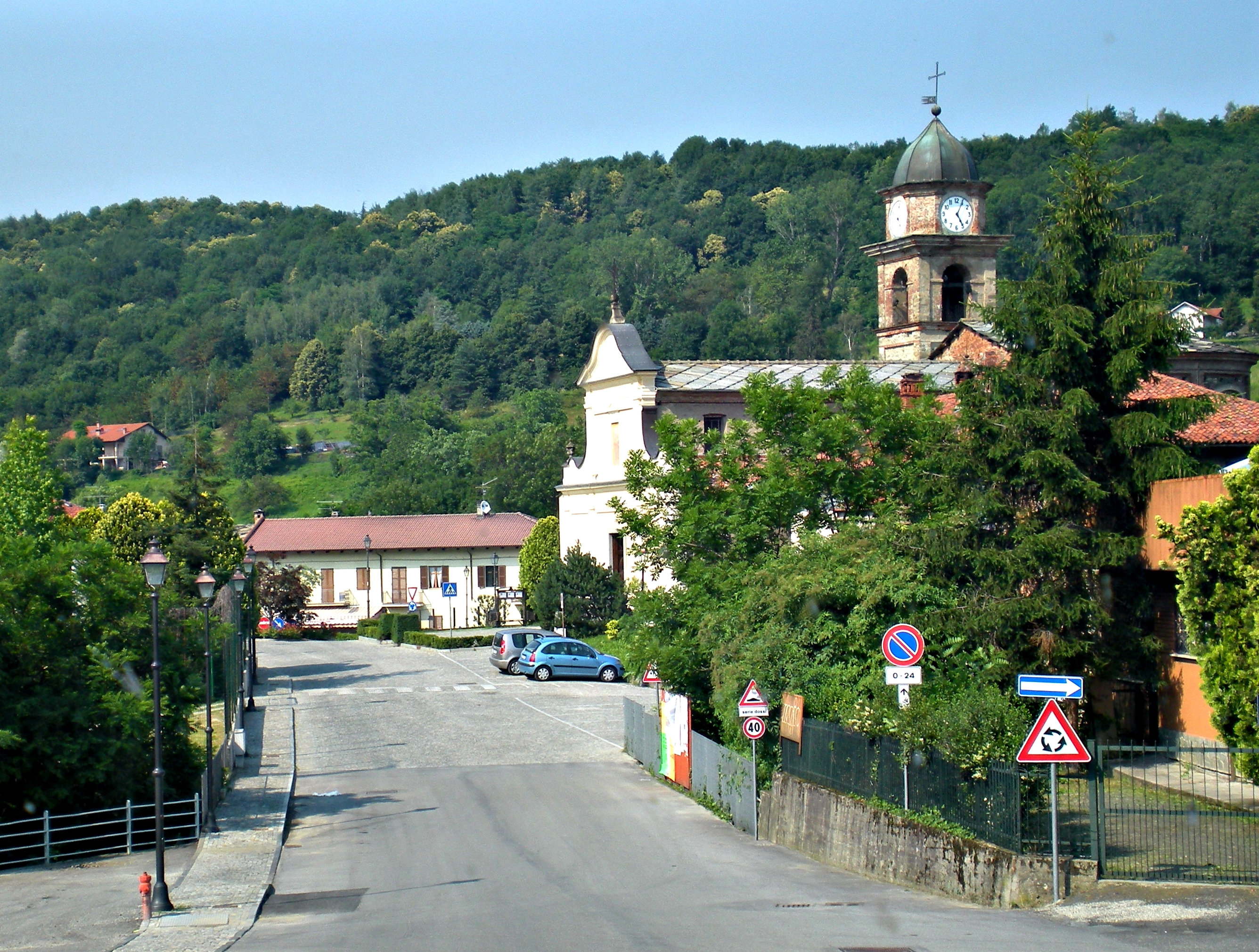
San Pietro Val Lemina

San Pietro Val Lemina ist seit 1064 als eines der Dörfer bekannt, die in der berühmten Schenkungsurkunde von Adelaide von Susa an die Abtei S. Maria in Pinerolo genannt werden. Das Dorf folgte stets dem Schicksal von Pinerolo. Dort wurde 1693 während der Offensive von Vittorio Amedeo II. gegen Pinerolo eine wichtige Schlacht ausgetragen.
In jüngerer Zeit trugen die starke Stadterweiterung der 1960er Jahre und die Entstehung der Kleinindustrie in der Talsohle zur konsequenten Umwandlung von San Pietro von einem kleinen Bauerndorf in ein Wohnzentrum bei, was zu einer immer stärkeren Entvölkerung von Talucco und anderen kleinen Dörfern führte.
All dies natürlich, wenn es einerseits die Wohnbebauung im Becken begünstigte, andererseits aber auch die blühende Landwirtschaft entlang des Bachlaufs drastisch einschränkte.